# Vecti Valent
|  | No s'ha de confondre amb Veti Valent. |

Vecti Valent (en llatí Vectius Valens) era un metge romà, un dels amants de Valèria Messal·lina, que va ser executat l'any 48.
Plini el Vell diu que va estudiar eloqüència i que va fundar una nova secta.